# Ain't She Sweet
Ain't She Sweet är en sång komponerad av Milton Ager (musik) och Jack Yellen (text) vilken publicerades 1927 av Edwin H. Morris & Co, Inc. / Warner Bros, Inc. Ett stort antal musiker har spelat in covers på låten och 1961 spelade The Beatles in en cover av låten.

## Inspelningen av Beatles cover
Beatles spelade tillsammans med sångaren Tony Sheridan in ett antal sånger under sina vistelser i Hamburg men fick även spela in helt egna nummer. Under ledning av arrangören och orkesterledaren Bert Kaempfert gjorde man ett antal inspelningar i Friedrich Ebert-Halle i Hamburg och "Ain't She Sweet" spelades in den 22 juni 1961. Då Beatles senare blivit världskända utgavs delar av deras äldre inspelningar och denna låt blev a-sidan på en singel som utgavs 1964 tillsammans med If You Love Me, Baby.